# Elena Pisani
Elena Pisani (Milano, 12 novembre 1997) è una calciatrice italiana, difensore del Como 1907.

## Carriera

### Club
Ha iniziato a giocare a calcetto nell'A.S.D. Real Montesacro Calcio di Roma all'età di 7 anni; contemporaneamente pratica anche minivolley, nuoto, rugby, judo e pallamano.
Tornata a Milano nel 2006, decide di giocare a calcio e viene tesserata per l'A.S.D. Rogoredo 1984, disputando tutte le categorie giovanili a partire dai pulcini. Cresciuta e non potendo più giocare nelle squadre miste, va all'A.C.F. Milan che la include nella squadra delle giovanissime della stagione 2010-2011.
Elena è già elemento di spicco delle rossonere ed è notata dalla selezionatrice regionale Cecilia Cristei che la convoca per gli allenamenti della Rappresentativa Lombarda. Con lei in squadra la Lombardia vince il "Torneo delle Regioni" Under 15 a Chianciano Terme battendo in finale le pari età del Veneto 1-0 il 3 luglio 2011.
Il Milan inizia a portarla agli allenamenti della prima squadra e a inserirla tra i rincalzi. Debutta in Serie A l'11 marzo 2012 nella partita ACF Milan-Brescia (0-4) all'età di 14 anni.
La stagione successiva passa all'A.S.D. Bocconi Sport Team di Milano, neopromosso in Serie A2. Rimane al Bocconi 4 stagioni consecutive diventandone dal 2014 il capitano. A fine stagione 2015-2016 il C.F. Bocconi sospende definitivamente l'attività calcistica femminile.
A inizio agosto 2016 Elena si trasferisce negli Stati Uniti, grazie ad una borsa di studio per meriti sportivi erogata dalla East Tennessee State University (ETSU) di Johnson City, Tennessee, partecipa per quattro anni al campionato di calcio universitario femminile della Southern Conference (SoCon) Division I, National Collegiate Athletic Association (NCAA), difendendo i colori delle Lady Buccaneers
Alla ETSU Elena va a raggiungere le italiane Cecilia Re, Eleonora Goldoni e Paola Roversi malgrado non avesse giocato con loro nei campionati italiani precedenti.
Dal secondo anno con le Lady Buccaneers, Elena ne diventa il capitano. Nell'ultimo anno di campionato viene inserita tra le top 11 giocatrici del torneo.
Al rientro in Italia, dopo la laurea in Ingegneria Biomedica, entra a far parte della squadra femminile del Florentia S.G. per la stagione 2020-2021.

### Nazionale
La prima convocazione da parte della Nazionale Under 17 allenata da Enrico Sbardella arriva a marzo 2012 per disputare il "Torneo di Bratislava"  in programma il 2 e 4 marzo 2012 e che vedeva in lizza Grecia U-17, Slovenia U-17 e Slovacchia U-17. Elena esordisce il 4 marzo 2012 nella partita di finale vinta contro la Slovenia 3-0.
Nell'estate 2012 è tra le convocate dal coordinatore delle Nazionali Giovanili femminili Corrado Corradini al raduno di Norcia dal 2 all'8 settembre che consentirà a mister Sbardella di scegliere la rosa per le
qualificazioni al Campionato Europeo femminile Under-17 2013 dove le Azzurrine si confronteranno con le pari età d'Inghilterra U-17, Irlanda del Nord U-17 e Israele U-17.
Il suo esordio in una competizione UEFA avviene a Belfast il 10 settembre 2012, nella partita di qualificazione vinta dall'Italia per 5 a 0 su Israele.
Seguiranno poi altre convocazioni nelle nazionali giovanili Under-19 e Under-23.

Ha preso parte all'edizione 2019 delle Universiadi, che si sono svolte in Campania dal 2 al 12 luglio 2019, a cui partecipò l'Italia universitaria, giocando tutte e 5 le partite dell’Italia.
Suo fratello Davide Pisani è un campione di calcio freestyle, essendo stato campione del mondo all'Open World Championship Superball 2020 di Praga nelle specialità Sick3 e Challenge.

## Statistiche

### Presenze e reti nei club
Statistiche aggiornate all'11 maggio 2025.
| Stagione               | Squadra                | Campionato             | Campionato | Campionato | Coppe nazionali | Coppe nazionali | Coppe nazionali | Coppe continentali | Coppe continentali | Coppe continentali | Altre coppe | Altre coppe | Altre coppe | Totale | Totale |
| Stagione               | Squadra                | Comp                   | Pres       | Reti       | Comp            | Pres            | Reti            | Comp               | Pres               | Reti               | Comp        | Pres        | Reti        | Pres   | Reti   |
| ---------------------- | ---------------------- | ---------------------- | ---------- | ---------- | --------------- | --------------- | --------------- | ------------------ | ------------------ | ------------------ | ----------- | ----------- | ----------- | ------ | ------ |
| 2011-2012              | ACF Milan              | A                      | 1          | 0          | CI              | -               | -               |                    | -                  | -                  |             | -           | -           | 1      | 0      |
| 2012-2013              | Bocconi                | A2                     | 11         | 0          | CI              | ?               | ?               |                    | -                  | -                  |             | -           | -           | 11+    | 11+    |
| 2013-2014              | Bocconi                | B                      | ?          | ?          | CI              | ?               | 0               |                    | -                  | -                  |             | -           | -           | 0+     | 0+     |
| 2014-2015              | Bocconi                | B                      | ?          | ?          | CI              | ?               | 0               |                    | -                  | -                  |             | -           | -           | 0+     | 0+     |
| 2015-2016              | Bocconi                | B                      | ?          | ?          | CI              | 3               | 0               |                    | -                  | -                  |             | -           | -           | 3+     | 0+     |
| Totale Bocconi         | Totale Bocconi         | Totale Bocconi         | 76         | 5          |                 | 3+              | 0+              |                    | -                  | -                  |             | -           | -           | 79+    | 5+     |
| 2016-2017              | Lady Buccaneers        | Div.1                  | 12         | 2          |                 | -               | -               |                    | -                  | -                  |             | -           | -           | 12     | 2      |
| 2017-2018              | Lady Buccaneers        | Div.1                  | 12         | 1          |                 | -               | -               |                    | -                  | -                  |             | -           | -           | 12     | 1      |
| 2018-2019              | Lady Buccaneers        | Div.1                  | 18         | 1          |                 | -               | -               |                    | -                  | -                  |             | -           | -           | 18     | 1      |
| 2019-2020              | Lady Buccaneers        | Div.1                  | 20         | 1          |                 | -               | -               |                    | -                  | -                  |             | -           | -           | 20     | 1      |
| Totale Lady Buccaneers | Totale Lady Buccaneers | Totale Lady Buccaneers | 62         | 5          |                 | -               | -               |                    | -                  | -                  |             | -           | -           | 62     | 5      |
| 2020-2021              | Florentia S.G.         | A                      | 14         | 0          | CI              | 3               | 0               |                    | -                  | -                  |             | -           | -           | 17     | 0      |
| 2021-2022              | Sampdoria              | A                      | 14         | 1          | CI              | 2               | 0               |                    | -                  | -                  |             | -           | -           | 16     | 1      |
| 2022-2023              | Sampdoria              | A                      | 18         | 0          | CI              | 2               | 2               |                    | -                  | -                  |             | -           | -           | 20     | 2      |
| 2023-2024              | Sampdoria              | A                      | 20         | 0          | CI              | 1               | 0               |                    | -                  | -                  |             | -           | -           | 21     | 0      |
| 2024-2025              | Sampdoria              | A                      | 22         | 0          | CI              | 0               | 0               | -                  | -                  | -                  | -           | -           | -           | 22     | 0      |
| Totale Sampdoria       | Totale Sampdoria       | Totale Sampdoria       | 74         | 1          |                 | 5               | 2               |                    | -                  | -                  |             | -           | -           | 79     | 3      |
| 2025-2026              | Como 1907              | B                      | -          | -          | CI              | -               | -               | -                  | -                  | -                  | AWC         | -           | -           | -      | -      |
| Totale carriera        | Totale carriera        | Totale carriera        | 227        | 11         |                 | 11              | 2               |                    | -                  | -                  |             | -           | -           | 238    | 13     |